# Калгун (округ, Джорджія)
Шаблон:StateAbbr_ 31°32′ пн. ш. 84°37′ зх. д. / 31.53° пн. ш. 84.62° зх. д.
Округ Калгун (англ. Calhoun County) — округ (графство) у штаті Джорджія, США. Ідентифікатор округу 13037.

## Історія
Округ утворений 1854 року.

## Демографія
За даними перепису
2000 року
загальне населення округу становило 6320 осіб, усе сільське.
Серед мешканців округу чоловіків було 3573, а жінок — 2747. В окрузі було 1962 домогосподарства, 1347 родин, які мешкали в 2305 будинках.
Середній розмір родини становив 3,15.
Віковий розподіл населення поданий у таблиці:
| Стать    | До 15 років | 15-21 | 22-29 | 30-39 | 40-49 | 50-65 | 65-85 | Понад 85 |
| -------- | ----------- | ----- | ----- | ----- | ----- | ----- | ----- | -------- |
| Чоловіки | 588         | 357   | 543   | 734   | 634   | 447   | 245   | 25       |
| Жінки    | 567         | 265   | 254   | 368   | 378   | 391   | 433   | 91       |

## Суміжні округи
- Террелл — північний схід
- Догерті — схід
- Бейкер — південний схід
- Ерлі — південний захід
- Клей — захід
- Рендолф — північний захід

## Виноски
1. ↑  U.S. Decennial Census. United States Census Bureau. Архів оригіналу за 26 квітня 2015. Процитовано 17 червня 2014.
2. ↑  Historical Census Browser. University of Virginia Library. Архів оригіналу за 12 грудня 2009. Процитовано 19 червня 2014.
3. ↑  Population of Counties by Decennial Census: 1900 to 1990. United States Census Bureau. Архів оригіналу за 2 лютого 2019. Процитовано 19 червня 2014.
4. ↑  Census 2000 PHC-T-4. Ranking Tables for Counties: 1990 and 2000 (PDF). United States Census Bureau. Архів оригіналу (PDF) за 18 грудня 2014. Процитовано 19 червня 2014.
5. ↑  State & County QuickFacts. United States Census Bureau. Архів оригіналу за 7 липня 2011. Процитовано 19 червня 2014.(англ.) Наведено за англійською вікіпедією.
6. ↑  American FactFinder. Бюро перепису населення США. Архів оригіналу за 29 липня 2011. Процитовано 31 січня 2008.

| США | Це незавершена стаття з географії США. Ви можете допомогти проєкту, виправивши або дописавши її. |